# Mimela chalcophora
Mimela chalcophora är en skalbaggsart som beskrevs av Friedrich Ohaus 1902. 
Mimela chalcophora ingår i släktet Mimela och familjen Rutelidae. Inga underarter finns listade i Catalogue of Life.